# Erozija
Erozija je prirodni proces pomicanja krutih tvari (zemlje, blata, kamena, itd.) kroz utjecaj vjetra, vode, ili pomicanja koja su uvjetovana silom gravitacije. Proces je u nekim slučajevima povećan kroz ljudske aktivnosti. Rezultati erozije su produbljivanje korita rijeka, najpoznatiji primjer erozije je kanjon rijeke Colorado u SAD-u, zatim pomicanje obale mora kao najzamjetljiviji rezultati (voda je veća sila od vjetra za pomicanje zemlje, jer ono što radi vjetar u pustinji s pijeskom ne zovemo erozijom). Nakon prestanka djelovanja agensa erozije, materijal se taloži.

## Vanjske poveznice
- erozija Hrvatska enciklopedija. LZMK

### Ostali projekti
|  | Zajednički poslužitelj ima još gradiva o temi Erozija |